# LostWinds: Winter of the Melodias
LostWinds: Winter of the Melodias est un jeu vidéo de plates-formes de type Metroidvania édité et développé par Frontier Developments. Il est sorti en 2009 sur Wii en téléchargement sur le service WiiWare. Il fait suite au jeu LostWinds.

## Système de jeu
LostWinds: Winter of the Melodias est un jeu de plates-formes de type Metroidvania qui reprend le gameplay de son prédécesseur. Contrairement au précédent opus, le joueur a le pouvoir d'alterner entre l'été et l'hiver. Le joueur doit utiliser les pouvoirs du personnage pour résoudre plusieurs énigmes qui composent le jeu. Des ennemis viendront également attaquer Toku, le personnage principal, et pourront être vaincus en utilisant le vent de la bonne façon.

## Accueil
- Jeuxvideo.com : 16/20[1]
- Gamekult : 7/10[2]